# System dedykowany
System dedykowany – rodzaj systemu informatycznego dopasowanego do indywidualnych potrzeb. Zwykle tworzony na potrzeby przedsiębiorstw lub instytucji. System może być przeznaczony dla danej branży i występować w formie oprogramowania komputerowego, internetowego lub mobilnego.

## Korzyści
System dedykowany oparty jest przede wszystkim na wytycznych docelowego użytkownika. Proces tworzenia systemu dedykowanego ma na celu zaspokojenie potrzeb przedsiębiorstwa i poszczególnych sektorów jego działalności. Dopasowany do szczegółów takich np. jak: drukowanie dokumentów danego działu czy integracja z innymi programami bądź implementacja programu do wystawiania faktur.
Mimo że na rynku jest dostępnych wiele gotowych rozwiązań, to bardzo często spełniają one jedynie standardowe funkcje. Nawet w sytuacji, kiedy zostanie wdrożone istniejące już rozwiązanie, może się okazać, że uruchomiony system nie spełnia wszystkich wymagań przedsiębiorstwa. Sam czas wdrożenia mógłby być krótszy przy tworzeniu aplikacji od początku. W przypadku, kiedy system będzie realizować funkcje specyficzne dla wybranej branży oraz ma działać według określonych procedur, należy podjąć decyzję o budowaniu oprogramowania od podstaw. Wówczas oprogramowanie to, będzie w pełni realizowało zamierzone cele, natomiast użytkownik będzie mógł korzystać z narzędzi, które podniosą efektywność jego pracy.
Przykładowe systemy dedykowane to:
- CRM (ang. Customer Relationship Management)[1]
- CMS (ang. Content management system)[2]
- BPM (ang. Business process management)[3]